# Stig Dagerman
Stig Halvard Dagerman, under en tid Jansson, ursprungligen Andersson, född 5 oktober 1923 i Älvkarleby, Uppsala län, död 4 november 1954 i Enebyberg, Danderyd, Stockholms län, var en svensk författare och journalist. Han var en av de mest framträdande författarna inom den svenska fyrtiotalismen och erhöll Svenska Dagbladets litteraturpris år 1946. Trots sin tidiga död hann Dagerman författa fyra romaner och ett större antal noveller, teaterpjäser, dikter, dagsverser och reportage.

## Biografi

### Uppväxten i Älvkarleby

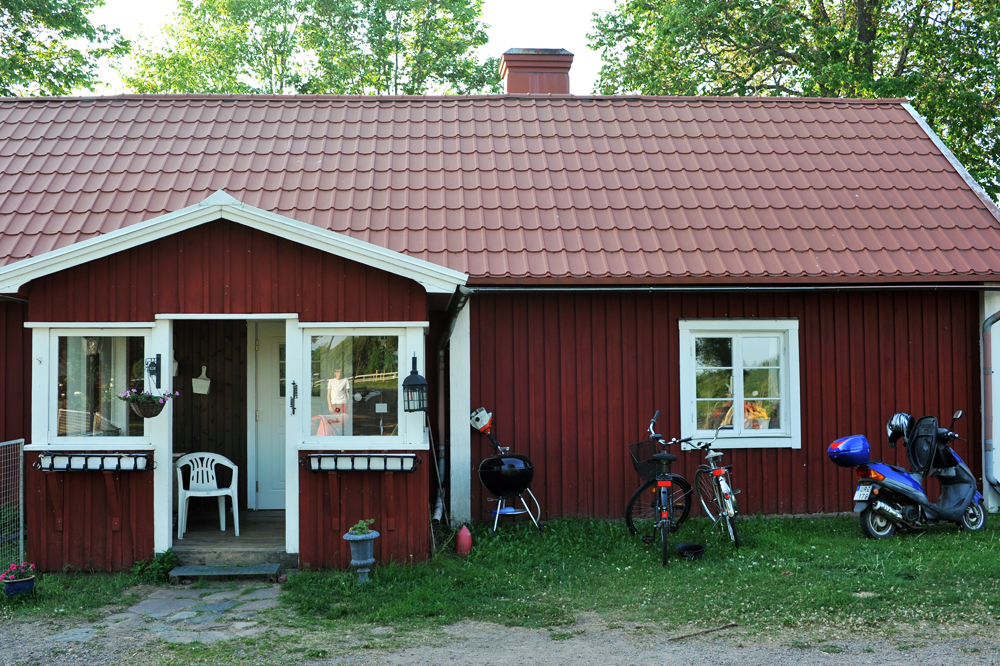
Huset i Älvkarleby där Dagerman bodde som barn.

Stig Dagerman föddes hösten 1923 och växte upp med sina farföräldrar på Norrgärdet i Älvkarleby i norra Uppland. Hans efternamn var ursprungligen Andersson efter moderns efternamn. Det ändrades senare till faderns efternamn Jansson, och det var först under gymnasietiden i Stockholm 1941 han tog efternamnet Dagerman. Eftersom Dagermans far, som bodde i Stockholm men arbetade som bergsprängare i Norrland, inte hade råd och möjlighet att försörja honom fick den unge Stig tillbringa sina första nio år med farföräldrarna. Modern, Helga Andersson, hade fött Stig på gården och där ägnat några månader åt sitt barn innan hon lämnade Älvkarleby för att återgå till sitt arbete som telefonist i Härnösand. Dagermans föräldrar levde aldrig tillsammans.
Tvärtemot mytbildningarna kring Dagerman beskrev han barndomen i Älvkarleby som den lyckligaste tiden i sitt liv. Framför allt beundrade han sin farfar och farmor, som levde ett enkelt liv präglat av traditionella värderingar. I novellen ”Ett barns memoarer” skriver Dagerman 1948:
Farmor och farfar, på sitt sätt är det de finaste människor jag har träffat. De tillhörde inte dem som man blir skulpterad av, fint och noga och precist. De yxade till en efter stora mått som man yxar till en stör eller en spiltplanka. De tyckte inte om människor som var lövsågningsarbeten eller bordsprydnader. De ville att man skulle tjäna ett förnuftigt ändamål, vore det också bara som stör.
År 1940 mördades farfadern av en psykiskt sjuk man och en kort tid därefter fick farmodern en hjärnblödning. Påfrestningarna gjorde att Dagerman begick det första i en serie självmordsförsök under sin livstid.

### Ungdomsåren i Stockholm
Som nioåring flyttade Stig Dagerman till sin far och hans nya familj i Stockholm. Fadern var syndikalist, och redan i 13-årsåldern sökte sig Dagerman själv till anarkismen och syndikalismen. I 17-årsåldern anslöt han sig till Sveriges syndikalistiska ungdomsförbund (SUF). Syndikalismen som ideologi skulle Dagerman komma att bära med sig under hela sitt liv.
Inom ungdomsförbundet visade sig Dagerman göra nytta som skribent och han var för en tid en av redaktörerna för ungdomsförbundets medlemstidning Storm. Senare fick han arbete på den syndikalistiska tidningen Arbetaren, där han bland annat skrev krönikor och dagsedlar. Med tiden blev han kulturredaktör. Dagerman var knuten till Arbetaren fram till sin död.
I samband med flytten till Stockholm och engagemanget inom syndikalisterna träffade Stig Dagerman sin första fru Annemarie Dagerman (1924–2016), då Götze. Hon hade flytt med sina syndikalistiska föräldrar från Nazityskland via Spanien och Norge för att till slut hamna på Södermalm i Stockholm. Stig Dagerman trivdes aldrig särskilt bra med att bo hos sin far och flyttade därför in hos familjen Götze.
Dagerman tog studenten vid Södra Latins gymnasium på Södermalm 1942. 1943, 20 år gammal, gifte han sig och makarna fick två söner, René (1945) och Rainer (1946). Dagerman hade fram till sin död nära kontakt med hustruns föräldrar, vilket bland annat skildras i boken "Brev" som sammanställts av Hans Sandberg. Efter studentexamen arbetade Dagerman bland annat som biljettkontrollant på skärgårdsbåtarna och som busschaufför. Han gjorde sin militärtjänstgöring, vilket kom att bli inspiration till miljöerna i debutromanen Ormen.

### Debuten och de produktiva åren
Stig Dagerman romandebuterade 22 år gammal 1945 med romanen Ormen, en löst sammanfogad berättelse med skräcken som grundtema. Kritiken var extatisk – Dagerman geniförklarades som "den unga litteraturens stora löfte”. Ormens tema är skräck och ångest och den utspelar sig i barackmiljö.
I och med debuten och det varma mottagandet 1945 följde fyra år av hektisk produktivitet för Dagerman. Han var anställd på Arbetaren, skrev romaner, noveller, dramatik och dagsedlar. Han gjorde reportageresor, tog hand om sin familj och sina två söner samtidigt som kulturvärlden, med redaktör Olof Lagercrantz i främsta ledet, älskade honom.
År 1946 utkom Dagermans andra roman, skriven i August Strindbergs hus på Kymmendö. Romanen hette De dömdas ö. Boken har beskrivits som det mest svårtillgängliga Dagerman skrev. All form av realism har här förkastats till förmån för en vidrig mardrömsliknande öde ö, där sju skeppsbrutna inväntar döden. Alla bär de på inre sår som omöjliggör alla försök till kontakt med varandra. I var sitt kapitel får var och en av de skeppsbrutna sina psykologiska porträtt virtuost målade, för att i ett långt avslutande kapitel gå sitt öde till mötes. Språket är fyllt av symboler, meningarna långa och ångesten så stark att bokens idéer stundom riskerar att hamna i bakgrunden. Samtidigt som ångestskildringarna är mer råa här än någon annanstans i hans produktion är det också den mest politiska roman Dagerman skrev.
Stig Dagerman arbetade som kulturredaktör och redaktionssekreterare på Arbetaren 1944–47, då han sade upp sig för att bli författare på heltid. Han fortsatte dock ha kontakt med Arbetarens redaktion och skrev cirka 1 000 dagsverser, som han kallade dagsedlar, i tidningen ända fram till sin död 1954.
År 1947 hade Dagermans första drama Den dödsdömde premiär på Dramaten. Samma år gav han även ut novellsamlingen Nattens lekar som fick god kritik.
1947 utkom också Dagermans reportagesamling från efterkrigstidens Tyskland i bokform, under namnet Tysk höst. Dagerman hade för Expressens räkning rest runt i det sönderbombade landet hösten 1946 och kontinuerligt publicerat sina reportage i tidningen. Tysk höst innebar Dagermans publika genombrott, beroende delvis på den ursinniga uppgörelsen med det starka tyskhatet som hade brett ut sig i flera länder och delvis på att artiklarna var mer lättillgängliga än mycket av Dagermans tidigare verk. Året efter, 1948, var tanken att Dagerman skulle upprepa succén genom en liknande resa i Frankrike som gick under arbetsnamnet Fransk vår. Han gav sig av till Frankrike, denna gång med familjen. Problemen tornade dock snart upp sig, främst i form av begynnande skrivkramp. Den massiva framgången med Tysk höst gjorde Dagerman rädd för att misslyckas – han kände att kraven på honom från kritiker och allmänhet hade blivit för högt ställda. Dagerman kvitterade ut stora förskott från förlag och tidningar utan att kunna leverera reportagetext. I stället skrev han sommaren 1948 det som skulle bli Bränt barn i franska Bretagne.
Hösten 1948 utkom Dagermans mest lästa, sålda och citerade roman Bränt barn, om filosofistudenten Bengt som befinner sig i ett förtvivlat inre uppror efter moderns död. Han förälskar sig i faderns nya kvinna och de inleder ett förbjudet förhållande. Dagerman var i någotsånär god form igen. År 1948 skrev han – på beställning av Nationalföreningen för trafiksäkerhetens främjande – novellen "Att döda ett barn", som filmatiserades, och året därpå, (1949), kom romanen Bröllopsbesvär, en folklig burlesk med kritisk udd inspirerad av Dagermans uppväxtmiljö i Älvkarleby.

### Skrivkramp och död
År 1950 drabbades Dagerman av svårartad skrivkramp och stark ångest. Han skilde sig från sin första hustru Annemarie Dagerman och gifte om sig med skådespelaren Anita Björk, som han 1951 fick dottern Lo Dagerman med. De flyttade till en villa i Enebyberg. Han kvitterade ut ansenliga förskott från sitt förlag, utan att för den skull lyckas skriva något. Han gick upp kraftigt i vikt, besökte många fester och gjorde utlandsresor. Psykiatern och författaren Johan Cullberg har skrivit boken Skaparkriser som ägnar sig åt att analysera Dagermans tillstånd av skrivkramp åren 1950–1954.
I november 1954, efter återkommande djupa depressioner, sjukhusvistelser och självmordsförsök, tog Stig Dagerman sitt liv. Han satte sig i sin bil i garaget utanför villan i Enebyberg, startade bilen och lät den gå på tomgång tills han kolmonoxidförgiftades och avled. Dagerman hade gjort flera liknande självmordsförsök tidigare – det första när han var 17 år – men alltid ångrat sig i sista stund. Allt tydde på att han även denna sista gång försökte ändra sitt beslut, för när han hittades hade han stängt av gasreglaget, öppnat bildörren och var på väg ut från bilen.
Stig Dagerman är begravd vid den medeltida kyrkan i sin barndoms Älvkarleby. På gravstenen står hans egna ord att läsa:
Att dö är att resa en smula
från grenen till fasta marken
Det sista Dagerman skrev var dagsedeln "Varning för hunden!" som publicerades i Arbetaren samma dag som budet om hans död kom:
Lagen har sina blottor.
Hund får de fattiga ha.
De kunde väl skaffa sig råttor,
som är skattefria och bra. /…/
Något måste beslutas:
Hundarna skjuts! Inte sant?
Nästa åtgärd: De fattiga skjutas,
så spar kommunen en slant.
Versen har sedan tonsatts av vissångaren Fred Åkerström i sången Varning för hunden.

## Stig Dagermansällskapet
Huvudartikel: Stig Dagermansällskapet
Sedan 1987 finns i Älvkarleby kommun ett Stig Dagermansällskap med syfte att föra författarens arv vidare. Sällskapet är livskraftigt och har idag (2011) omkring 250 medlemmar .
På Laxön i Älvkarleby finns sedan 1992 ett Dagermanrum öppet för allmänheten, där sällskapet förvarar sina samlingar. Rummet är möblerat i 40-talsstil. Där finns Stig Dagermans skrivbord och skrivmaskin samt böcker och möbler som skänkts av hans släkt och vänner.

### Stig Dagerman-priset
Huvudartikel: Stig Dagermanpriset
Första helgen i juni varje år delas Stig Dagermanpriset ut av Älvkarleby kommun i samarbete med Stig Dagermansällskapet. Priset tilldelas den eller dem som "i Stig Dagermans anda verkar för att värna om det fria ordets betydelse och tillgänglighet" . Bland pristagarna märks Yasar Kemal, Roy Andersson, Elsie Johansson, Lukas Moodysson, Elfriede Jelinek och Jean-Marie Gustave Le Clézio.

### Romaner
- Ormen (1945). Återutgiven med förord av Siri Hustvedt 2010
- De dömdas ö (1946). Återutgiven med förord av J M G Le Clézio 2010
- Bränt barn (1948). Återutgiven med förord av P-O Enquist 2010
- Bröllopsbesvär (1949)

### Reportage
- Tysk höst (1947). Reportagebok. Återutgiven med förord av Elfriede Jelinek 2010

### Novellsamling
- Nattens lekar (1947)

### Noveller i urval
- Att döda ett barn (1948)
- Ett barns memoarer (1948)
- Överraskningen (1948)

### Dikter, dagsverser och postuma utgåvor
- Dagsedlar (1954)
- Tusen år hos Gud (1954, postumt romanfragment)
- Vårt behov av tröst (1955, postum samling med noveller, dikter och essäer; red. av Olof Lagercrantz)
- Dikter, noveller, prosafragment (1983)
- Nattens lekar. Samlade noveller och prosafragment (2014)

### Dramatik
- Dramer om dömda (Den dödsdömde (1947) och Skuggan av Mart (1948), 1949)
- Judasdramer (Streber (1948) och Ingen går fri (1949), 1949)
- Den yttersta dagen (1952)

### Översättning
- Tarjei Vesaas: Blekplatsen (Bleikeplassen) (LT, 1950)

### Samlade skrifter
- Samlade skrifter / med kommentarer av Hans Sandberg. Stockholm: Norstedt. 1981-1983. Libris 275777
  -  1, Ormen : roman. 1981. Libris 275780. ISBN 9118114423
  -  2, De dömdas ö : roman. 1981. Libris 275778. ISBN 9118114229
  -  3, Tysk höst : reseskildring. 1981. Libris 275781. ISBN 9118114520
  -  4, Nattens lekar : noveller. 1981. Libris 275779. ISBN 9118114326
  -  5, Bränt barn : roman. 1982. Libris 275782. ISBN 9118210023
  -  6, Teater 1. 1982. Libris 275783. ISBN 9118210120 - Innehåll: Den dödsdömde ; Upptäcktsresanden ; Streber ; Skugga av Mart ; Entrérepliker.
  -  7, Teater 2. 1982. Libris 275785. ISBN 9118213626 - Innehåll: Ingen går fri ; Vår lilla sommar ; Den yttersta dagen ; Snöresan ; En spelmans mössa.
  -  8, Bröllopsbesvär : roman. 1982. Libris 275784. ISBN 9118213529
  -  9, Dagsedlar. 1983. Libris 275788. ISBN 9118215424
  -  10, Dikter, noveller, prosafragment. 1983. Libris 275786. ISBN 911821522X
  -  11, Essäer och journalistik. 1983. Libris 275787. ISBN 9118215327. https://litteraturbanken.se/f%C3%B6rfattare/DagermanS/titlar/SamladeSkrifter11/sida/3/etext?om-boken

### Filmatiseringar
- Att döda ett barn (1953). Kortfilm. Regi: Gösta Werner. Medverkande: Karl-Erik Forsgårdh, Marie-Anne Condé, Georg Årlin m.fl. [20]
- Nattens lekar (1955). Kortfilm. Regi: Sten Dahlgren. Medverkande: Bengt Eklund, Fylgia Zadig, Bengt Brodin m.fl.[21]
- En broder mer (1962). Kortfilm baserad på versen Jorden kan du inte göra om. Manus/regi: Jan Troell & Bertil Rubin.[22]
- Bröllopsbesvär (1964). Regi: Åke Falck. Medverkande: Jarl Kulle, Christina Schollin, Edvin Adolphson m.fl.[23]
- Ormen (1966). Regi: Hans Abramson. Medverkande: Christina Schollin, Harriet Andersson, Hans Ernback m.fl.[24]
- Bränt barn (1967). Regi: Hans Abramson. Medverkande: Bente Dessau, Keve Hjelm, Hans Ernback m.fl.[25]
- Streber (1978). TV-film utifrån pjäsen Streber. Regi: Christian Lund. Medverkande: Tommy Johnson, Mona Malm, John Harryson m.fl.[26]
- Birgitta svit (1987). Kortfilm baserad på dikten med samma namn. Regi: Göran du Rées. Medverkande: Kay Tinbäck.[27]
- Att döda ett barn (2003). Kortfilm. Regi: Björne Larson & Alexander Skarsgård. Medverkande: Valter Skarsgård, Christer Fjellström, Evalena Ljung Kjellberg m.fl.[28]

### Filmmanus
- En natt på Glimmingehus (1954), tillsammans med Åke Ohlmarks och John Nihlén

## Citat och utdrag
"Man börjar dikta tidigt. Som barn är man alltid diktare. Sen blir man avvand, i de flesta fall. Så konsten att bli diktare är att inte låta livet eller människorna eller pengarna vänja en av med det..." (ur Ett barns memoarer 1948)
"Ty det är inte sant att tiden läker alla sår. Tiden läker inte ett dödat barns sår och den läker dåligt smärtan hos en mor som glömt att köpa socker och skickar sitt barn över vägen för att låna och lika dåligt läker den ångesten hos en gång lycklig man som dödat det." (ur "Att döda ett barn" 1948)
"Jorden kan du inte göra om,
stilla din häftiga själ.
Endast en sak kan du göra
en annan människa väl.
Detta är redan så mycket
att själva stjärnorna ler.
En hungrande människa mindre
betyder en broder mer."
(dikten En broder mer)

## Priser och utmärkelser
- 1946 – Svenska Dagbladets litteraturpris
- 1951 – Boklotteriets stipendiat
- 2004 – En park uppkallas efter Dagerman i Danderyds kommun. Citat av honom är ingraverade i parkbänkarna.[29]
- 2018 – Den gata i Danderyds kommun där Dagerman bodde ges namnet Dagermans stig.[30]